# Список втрачених природоохоронних територій Сумської області

## Заказники
| Назва та категорія                                | Розташування                                                        | Рішення про оголошення                                    | Рішення про скасування                                                                                    | Опис |
| ------------------------------------------------- | ------------------------------------------------------------------- | --------------------------------------------------------- | --- | --- |
| Гідрологічний заказник «Бистрицький»              | Біля села Бистрик) Кролевецького району                             | Рішення Сумського Облвиконкому № 138 19.08.1991 року      | Інформація відсутня, скасування під питанням, можливе перейменування або об'єднання з Ретивський заказник | Площа — 108 га. Заболочена ділянка річки Реть з великою кількістю рослинності.                                         |
| «Великорибицький»                                 | На землях міста Суми (правий берег річки Псел).                     | Рішення Облвиконкому № 662 від 25.12.1979 року            | Рішення обласної ради № 334 21.11.1984 р. Можливе входження до території заказника Ворожбянський          | Площа — 900 га. Причина скасування: зміна площі кордонів заказників.                                                   |
| Ентомологічний заказник «Грунський»               | Охтирський район                                                    | Рішення Облвиконкому № 430 27.07.1977                     | Рішення обласної ради № 227 від 10.12.1990 р.                                                             | Площа — 9 га. Місце поселення диких бджіл. Причина скасування: втрата свого призначення.                               |
| «Дубовичский»                                     | Кролевецький лісгосп (урочище «Тулиголівська дача», квартал 16).    | Рішення Облвиконкому № 430 від 27.07.1977                 | Рішенням Сумської обласної ради № 227 від 10.12.1990 року                                                 | Площа — 20 га. Місце зростання рідкісних рослин.                                                                       |
| Гідрологічний заказник «Ново-Мутинський»          | Конотопський лісгосп, Новомутинське лісництво                       | Рішення Облвиконкому № 138 19.08.1991 р.                  | Інформація відсутня, але в офіційних переліках об'єкт не міститься                                        | Площа — 5212 га. Лівобережна частина річки Сейм з типовим лісовим посадженням.                                         |
| Озеро Лебедин                                     | Поблизу міста Лебедин                                               | Рішення Сумського Облвиконкому № 305 20.07.1972 року      | Рішення Сумської обласної ради № 227 10.12.1990 р.                                                        | Площа — 50 га. Місце поселення водно-болотних птахів. Причина скасування: невідповідність статусу заповідного об'єкту. |
| Ботанічний заказник «Ретинський»                  | Кролевецький лісгосп, Грузчанське лісництво, кв. 57                 | Рішення Облвиконкому № 430 27.07.1977 року                | Інформація відсутня, але в офіційних переліках об'єкт не міститься                                        | Площа — 30 га. Місце зростання рідкісних рослин.                                                                       |
| Ботанічний заказник Садівський                    | Сумський район, біля с. Сад                                         | Рішення Сумського Облвиконкому від 13.10.1994 р.          | Інформація відсутня, але в офіційних переліках об'єкт не міститься                                        | Площа — 75 га. Ділянка лучного степу, місце знаходження рідкісних рослин.                                              |
| Загальнозоологічний заказник «Сапич»              | Охтирський лісгосп, Великописарівське лісництво, біля с. Добрянське | Рішення Облвиконкому № 138 19.08.1991 р.                  | Інформація відсутня, входить до національного природного парку «Гетьманський»                             | Площа — 342 га. Лісовий масив, який забезпечує оптимальні умови для існування диких тварин.                            |
| Гідрологічний заказник «Семський»                 | Буринський район, біля с. Клепали                                   | Рішення Облвиконкому № 138 19.08.1991 року                | Інформація відсутня, ймовірно входить до складу заказника Середньосеймський                               | Площа — 187 га. Заболочена ділянка р. Сейм з великою кількістю рослинності.                                            |
| Ландшафтний національний заказник Старогутівський | Середино-Будський район, Старогутське лісництво                     | Постанова Ради Міністрів УРСР від 28 жовтня 1974 р. N 500 | Указ Президента України від 23 лютого 1999 року 196/99.                                                   | Соснові і мішані ліси, а також сфагнові болота з характерною рослинністю. Водяться глухар, тетерів та сіра куріпка.    |
| Природний заповідник «Старогутський»              | Середино-Будський лісгосп, Старогутське лісництво кв. 1-133         | Рішення Облвиконкому від 13.10.1994 року                  | Інформація відсутня.                                                                                      | Площа — 7213 га. Природний лісовий комплекс. Входить до складу національного природного парку Деснянсько-Старогутський |
| Гідрологічний заказник «Терновський 2»            | Буринський район                                                    | Рішення Облвиконкому № 138 19.08.1991 року                | Інформація відсутня, але в офіційних переліках об'єкт не міститься                                        | Площа — 421 га. Заболочена ділянка р. Терн з великою кількістю рослинності.                                            |
| Тулиголовський                                    | Кролевецький лісгосп, ур. «Тулиголовська дача», кв. 86.             | Рішення Облвиконкому № 430 27.07.1977 року                | Інформація відсутня, але в офіційних переліках об'єкт не міститься                                        | Площа — 20 га. Місце зростання рідкісних рослин.                                                                       |

## Пам'ятки природи
| Назва та категорія                     | Розташування                                                                                  | Рішення про оголошення                                                                  | Рішення про скасування                                                                                            | Опис |
| -------------------------------------- | --------------------------------------------------------------------------------------------- | --------------------------------------------------------------------------------------- | --- | --- |
| Втрачені ботанічні пам'ятки природи    |                                                                                               |                                                                                         | | |
| «200-річні дуби»                       | м. Ромни (Процівка, садиба школи)                                                             | Рішення Облвиконкому № 305 20.07.1972 р.                                                | Інформація відсутня, але в офіційних переліках об'єкт не міститься                                                | Площа — 0,09 га. Об'єкт на момент створення був залишком колишнього пралісу.. |
| «Березовий гай»                        | Краснопільський лісгосп (Краснопільське лісництво, кв. 101)                                   | Рішення Облвиконкому № 219 15.04.1975 року                                              | Інформація відсутня, але в офіційних переліках об'єкт не міститься                                                | Площа — 5 га. Об'єкт на момент створення був чистою культурою берези віком понад 25 років. |
| «Дуби»                                 | Тростянецький лісгосп (правий берег р. Ворскла)                                               | Рішення Облвиконкому № 504 27.09.1973                                                   | Інформація відсутня, але в офіційних переліках об'єкт не міститься                                                | Площа — 0,02 га. Унікальний дуб віком 400—450 років. |
| «Дуб»                                  | м. Суми, вул. Соборна, 102                                                                    | Рішення Облвиконкому № 227 від 10.12.1990 р.                                            | Інформація відсутня, але в офіційних переліках об'єкт не міститься                                                | Площа — 0,01 га. Об'єкт на момент створення був унікальними дубами, віком 165 років. |
| «Дуби»                                 | Тростянецький лісгосп (Литовське лісництво, кв. 73)                                           | Рішення Облвиконкому № 227 від 10.12.1990 р.                                            | Інформація відсутня, але в офіційних переліках об'єкт не міститься                                                | Площа — 0,01 га. Об'єкт на момент створення був територією, з унікальними дубами, віком 400—450 років |
| «Група лип»                            | м. Суми, вул. Герасима Кондратьєва, 112 і 116                                                 | Рішення Облвиконкому № 305 від 20.07.1972 р.                                            | Інформація відсутня, але в офіційних переліках об'єкт не міститься                                                | Площа — 0,04 га. Об'єкт на момент створення був оригінальною формою старих лип. |
| «Дуб»                                  | Охтирський лісгосп (Великописарівське лісництво, кв. 2)                                       | Рішення Облвиконкому № 219 від 15.04.1975 року                                          | Рішення обласної ради № 227 10.12.1990 р.                                                                         | Площа — 0,01 га. Унікальний дуб, 300 років. Скасування статусу відбулось по причині висихання дерева |
| «Дуб»-2                                | м. Суми, вулиця Соборна, 107.                                                                 | Рішення Облвиконкому № 305 20.07.1972                                                   | Рішення обласної ради № 138 19.08.1991 року                                                                       | Площа — 0,01 га. Був могутнім, добре розвиненим деревом. Статус скасовано в зв'язку з висиханням. |
| «Дуб»                                  | Краснопільський район, с. Великий Бобрик                                                      | Рішення Облвиконкому № 219 від 15.04.1975 р.                                            | Інформація відсутня, але в офіційних переліках об'єкт не міститься                                                | Площа — 0,01 га. Об'єкт на момент створення був унікальним дубом, віком 300 років. |
| «Дуб»                                  | Глухівський район, Слоутське лісництво, квартал 12                                            | Рішення Облвиконкому № 504 від 27.09.1970 р.                                            | Рішення Сумської обласної ради № 334 21.11.1984                                                                   | Площа — 0,02 га. Скасування статусу відбулось в зв'язку з висиханням. |
| «Дуб»                                  | Роменський р-н с. Гаї, на землях колишнього колгоспу «Правда»                                 | Рішення Облвиконкому № 227 10.12.1990 року                                              | Інформація відсутня, можливий збіг з Дуб Гаркуші                                                                  | Площа — 0,01 га. Об'єкт на момент створення був унікальним дубом, віком 450 років. |
| Дуб біля с. Мокіївка                   | Роменський р-н на схід від с. Ріпки. ДП «Роменський лісгосп»: Роменське л-во, кв. 23 (діл. 3) | Рішення облвиконкому від 31.12.1980 № 704                                               | Рішення 20 сесії Сумської обласної ради 7 скликання від 06.07.2018                                                | Площа — 0,01 га. Статус скасовано через загибель об'єкта збереження — дуба звичайного віком близько 400 років під час негоди. |
| Кедр сибірський                        | Глухівський район, Глухівський лісгосп біля с. Обложки                                        | Рішення Облвиконкому № 429 27.07.1977 р.                                                | Рішення обласної ради № 1341/98 09.12.1998 р.                                                                     | Площа — 0,01 га. Унікальне дерево, занесене до Червоної книги УРСР. Причина скасування: висихання дерева. |
| Клен гостролистий                      | м.Суми, вулиця Кірова, 108.                                                                   | Рішення Облвиконкому № 305 20.07.1972 р.                                                | Рішення обласної ради № 334 21.11.1984 року                                                                       | Площа — 0,01 га. Оригінальної форми клен з пурпуровим забарвленням листків. Причина скасування: списання при будівництві багатоповерхового будинку. |
| Липа дрібнолиста                       | Сумський лісгосп (Іволжанське лісництво, кв. 50)                                              | Рішення Облвиконкому № 504 27.09.1973 року                                              | Інформація відсутня, але в офіційних переліках об'єкт не міститься                                                | Площа — 0,01 га. Об'єкт на момент створення був територією, з унікальними липами дрібнолистими, віком 35 років. |
| Роменські дуби                         | м. Ромни                                                                                      |                                                                                         | Рішення облради від 25.09.2002 року «Про скасування об'єкту природно-заповідного фонду»                           | Площа — 0,02 га. Причина скасування: обидва дерева сухостійні і втратили верхівки, стовбур підгнив та утворив дупла. З огляду на норми ведення зеленого господарства, з метою забезпечення життя школярів та безпеки лінії газопроводу, дерева підлягали невідкладному знесенню. |
| Шістнадцятистволова липа               | Сумський район, Піщанське лісництво (кв. 50).                                                 | Рішення Облвиконкому № 504 від 27.09.1973 р.                                            | Рішення обласної ради № 334 21.11.1984 року                                                                       | Площа — 0,02 га. Причина скасування: списанні в зв'язку з висиханням. |
| Ялина                                  | В парку с. Великий Бобрик                                                                     | Рішення обласної Ради 20.06.1972 р. № 305                                               | Рішення Сумської обласної ради № 1341/98 09.12.1998 року                                                          | Площа — 0,01 га. Єдина в області ялина віком 280 років. Статус скасовано через входження до парку-пам'ятки садово-паркового значення «Великобобрицький». |
| Втрачені гідрологічні пам'ятки природи |                                                                                               |                                                                                         | | |
| «Артезіанське джерело»                 | Урочище «Чупрова дача» Лебединському лісгоспзагу                                              | Рішення обласної Ради від 20.06.1972 р. № 305                                           | Рішення обласної ради № 227 від 10.12.1990 р.                                                                     | Площа — 1 га. Цінна вода за смаковими та лікувальними якостями. Причина скасування: пересихання в зв'язку закінченням проступання води. |
| «Джерело»                              | Роменський район, Новогребельська сільська рада (за 100 м на південь від с. Нова Гребля)      | Рішення Сумського Облвиконкому № 704 від 31.12.1980 року та від 13.10.1994 року         | Рішення Сумської обласної ради від 30.08.2005 р. «Про зміни в мережі об'єктів природно-заповідного фонду області» | Площа — 0,02 га. Причина скасування — зміна гідрологічного режиму природним чином призвела до зникнення джерела. |
| «Джерело»                              | Роменський район, с. Голінка                                                                  | Рішення Облвиконкому №504 від 27.09.1973                                                | Інформація відсутня, але в офіційних переліках об'єкт не міститься                                                | Площа — 0,02 га. Вода з цінними за смаковими та лікувальними якостями. |
| «Джерело»                              | Роменський район, біля с. Волошнівка                                                          | Рішення Облвиконкому № 305 від 20.07.1972 року                                          | Інформація відсутня, але в офіційних переліках об'єкт не міститься                                                | Площа — 0,02 га. Об'єкт на момент створення був питною водою з хорошим смаком. |
| Джерело біля с. Дубина                 | Роменський район, Хоминцівська сільська рада, за 300 метрів на захід від с. Дубина            | Рішення Облвиконкому № 504 від 27.09.1973 р. та № 334 від 21.11.1984 р.                 | Рішення Сумської обласної ради від 30.08.2005 р.                                                                  | Площа — 0,02 га. Причина скасування — зміна гідрологічного режиму природним чином призвела до зникнення джерела |
| Джерело в урочищі Потеряйкін яр        | Роменський район, Волошнівська сільська рада, (верхів'я балки на межі з Чернігівською обл.)   | Рішення Облвиконкому № 704 від 31.12.1980 р. та рішення обласної ради від 13.10.1994 р. | Рішення обласної ради від 30.08.2005 р.                                                                           | Площа — 0,02 га. Причина скасування — зміна гідрологічного режиму природним чином призвела до зникнення джерела. |
| Джерело Ведмедок                       | Роменський район, Новогребельська сільська рада, у верхів'ї балки в урочищі «Ведмедок»        | Рішення Сумського Облвиконкому № 504 від 27.09.1970 р. та № 334 від 21.11.1984 р.       | Рішення Сумської обласної ради від 30.08.2005 року                                                                | Площа — 0,02 га. Причина скасування — зміна гідрологічного режиму природним чином призвела до зникнення джерела. |
| Джерело біля с. Дубина                 | Роменський район, Хоминцівська сільська рада с. Дубина                                        | Рішення Сумського Облвиконкому № 504 27.09.1973                                         | Інформація відсутня, але в офіційних переліках об'єкт не міститься                                                | Площа — 0,01 га. Об'єкт на момент створення був питною водою. |
| Озеро                                  | м. Суми                                                                                       | Рішення Облвиконкому № 704 31.12.1980 року                                              | Рішення обласної ради № 227 10.12.1990 року                                                                       | Площа — 2 га. Рідкісний ландшафт з мальовничими озерами. Скасування статусу відбулось по причині втрати природоохоронного значення. |
| Озеро Ракитне                          | Великописарівський район, біля с. Добрянське                                                  | Рішення Сумського Облвиконкому № 494 22.12.1982 року                                    | Рішення Сумської обласної ради № 227 10.12.1990 року                                                              | Площа — 12 га. Місце, де водиться багато видів риби, місце гніздування багатьох птахів. Причина скасування: висихання. |
| Втрачені геологічні пам'ятки природи   |                                                                                               |                                                                                         | | |
| Лучанський розріз                      | м. Суми, правий берег річки Псел                                                              | Рішення Сумського Облвиконкому № 609 23.12.1981                                         | Рішення облвиконкому № 27 від 10.12.1990 р                                                                        | Оголені породи сумської свити (палеоген), а також молодші відклади. У 1991 та 1993 рр. виявилося, що територія у занедбаному стані. Припинилися навчальні екскурсії студентів-географів та біологів. Замість привести об'єкт до належного стану, його було скасовано.            |
| Льодовиковий валун                     | м. Ромни, на Покорівській горі, вул. Комсомольська                                            | Рішення Сумського Облвиконкому № 305 20.07.1972 року                                    | Рішення Сумської обласної ради № 227 10.12.1990 року                                                              | Площа — 0,01 га. Об'єкт на момент створення був свідченням булого зледеніння нашого краю. Причина скасування: валун був перевезений краєзнавчим музеєм м. Ромни. |
| Льодовикові валуни                     | м. Ромни (приміщення Краєзнавчого музею).                                                     | Рішення Облвиконкому № 456-р 28.07.1970 року                                            | Інформація відсутня, але в офіційних переліках об'єкт не міститься                                                | Площа — невідома. Об'єкт на момент створення був як свідчення булого зледеніння нашого краю. |
| Втрачені комплексні пам'ятки природи   |                                                                                               |                                                                                         | | |
| Дубрава гора                           | Лебединський район, Роменський лісгосп, (Роменське лісництво, кв. 25)                         | Рішення Сумського Облвиконкому № 138 19.08.1991                                         | Інформація відсутня, але в офіційних переліках об'єкт не міститься                                                | Площа — 4 га. Об'єкт на момент створення був територією з унікальними дубовими насадженнями, віком 400 років. |

## Парки-пам'ятки садово-паркового мистецтва
| Назва                 | Розташування | Рішення про оголошення                                 | Рішення про скасування                                             | Опис |
| --------------------- | --- | ------------------------------------------------------ | ------------------------------------------------------------------ | --- |
| Васильківський парк   | с. Василівка, Лебединський район                                                                                                   | Рішення Облвиконкому № 305 від 20.07.1972 року         | Інформація відсутня, але в офіційних переліках об'єкт не міститься | Площа — 5 га. Багаторічні цінні насадження. Парк закладений в кінці 19 століття. |
| «Грунський парк»      | с. Грунь, Лебединський район | Рішення Облвиконкому № 305 від 20.07.1972 року         | Інформація відсутня, але в офіційних переліках об'єкт не міститься | Площа — 5 га. Багаторічні цінні насадження. Парк закладений в кінці 19 століття. Переважно: дубові, липові, березові і інші насадження.                                                                     |
| Михайлівський парк    | с. Михайлівка, Лебединський район                                                                                                  | Рішення Облвиконкому № № 305 від 20.07.1972 р.         | Інформація відсутня, але в офіційних переліках об'єкт не міститься | Площа — 10 га. Багаторічні цінні насадження. Парк закладений в 1723 році. |
| Парк в селі Червоному | с. Червоне, Сумський район | Рішення Облвиконкому № № 305 від 20.07.1972 р.         | Інформація відсутня, але в офіційних переліках об'єкт не міститься | Площа — 10 га. Багаторічні цінні насадження. Парк закладений в кінці 19 століття. Переважно: дубові, липові, кленові насадження.                                                                            |
| Рогізнянський парк    | На землях Сумського-Степанівського цукрозаводу (с. Рогізне, кв. 107, ділянка 6,7,8, Піщанського лісництва, Сумського держлісгоспу) | Рішення Сумського Облвиконкому № № 305 20.07.1972 року | Рішення Сумської обласної ради від 30.08.2005 року                 | Площа — 20 га. Об'єкт на момент створення був місцем поселення водно-болотних звірів та птахів. Скасування статусу відбулось по причині насадження втратило риси, притаманні паркам і перетворилось на ліс. |
| Ушинське              | Шосткинський лісгосп (Шосткинське лісництво, кв. 30).                                                                              | Рішення Сумського Облвиконкому № 219 15.04.1975 року   | Інформація відсутня, але в офіційних переліках об'єкт не міститься | Площа 104 га. Об'єкт на момент створення був головною породою дубових молодняків. |

## Заповідні урочища
| Назва та категорія                             | Розташування                                                                                        | Рішення про оголошення                                                               | Рішення про скасування | Опис |
| ---------------------------------------------- | --------------------------------------------------------------------------------------------------- | ------------------------------------------------------------------------------------ | --- | --- |
| «Березківщина»                                 | На землях Краснопільського лісгоспзагу (Краснопільське лісництво, квартал 126)                      | Рішення Сумського Облвиконкому від 28.07.1970 року № 456                             | Рішення Сумської обласної ради № 445 від 21.08.1996 | Площа — 14 га. Унікальні дубові насадження віком 130 років. У віці 145 років у насадженні відбувається відпад дуба і зміна головної деревної породи. Ділянка зростає чагарниками та злаками. Із акту обстеження від 25.10.95.                                                                  |
| «Боромля»                                      | ДП «Конотопське лісове господарство» Новомутинське лісництво, кв. 103—109                           | Рішення Сумського Облвиконкому від 28.07.1970 року № 456-р                           | Інформація відсутня. У 1975 р. частина території оголошена зоологічною пам'яткою природи загальнодержавного значення Боромля (пам'ятка природи);                             | Об'єкт на момент створення був у 200-літньому дубовому пралісі, де живуть колонії чапель, співучих та інших. З 1995 р. входить до Регіонального ландшафтного парку Сеймський |
| «Деревянчина»                                  | Краснопільський лісгосп (Краснопільське лісництво, кв. 13)                                          | Рішення Облвиконкому № 456 від 28.07.1970 року                                       | Рішення Сумської обласної ради № 445 від 21.08.1996 року | Площа — 1,7 га. Унікальні соснові насадження віком 84 роки. |
| Ділянка лісу (1)                               | (Тростянецький держлісгосп, Маковське лісництво, кв. 53, відділ 2).                                 | Рішення Облвиконкому № 704 від 31.12.1980 р. та рішення обласної ради від 13.10.1994 | Рішення Сумської обласної ради від 19.10.2000 р. «Про розширення, оптимізацію мережі і зміну назв деяких територій і об'єктів природно-заповідного фонду місцевого значення» | Площа — 1,2 га. Підстава скасування — насадження внаслідок всихання та зараження стовбурними і іншими хворобами головних порід втратило своє наукове та природоохоронне значення. |
| Заповідні урочища «Ділянка лісу» (65 об'єктів) | Кролевецький, Лебединський, Краснопільський, Светський, Середино-Богутський, Тростянецький лісгоспи | Рішення Сумського Облвиконкому № 305 від 20.07.1972 року                             | Інформація відсутня, але в офіційних переліках об'єкти не містяться | Загальна площа — 347,2 га. Об'єкти на момент створення були унікальними дубовими, сосновими, липовими, кленовими, ялиновими насадженнями, віком від 180 до 40 років. |
| «Ділянка лісу з дубовим насадженням»           | Кролевецький лісгосп (Крещатинське лісництво, кв. 39)                                               | Рішення Облвиконкому № 138 від 19.08.1991 р.                                         | Інформація відсутня, але в офіційних переліках об'єкти не містяться | Площа — 45,2 га. Унікальне соснове насадження віком 100 років. |
| «Ділянка лісу з сосновим насадженням»          | Кролевецький лісгосп (Дубовичське лісництво, кв. 17)                                                | Рішення Облвиконкому № 138 від 19.08.1991 р.                                         | Інформація відсутня, але в офіційних переліках об'єкт не міститься | Площа — 3,2 га. Об'єкт на момент створення був унікальним сосновим насадженням, віком 120 років. |
| Ділянка лісу (3)                               | Середино-Будський район, Середино-Богутське лісництво, кв. 95                                       | Рішення Облвиконкому № 456 від 28.07.1970 р.                                         | Рішення Сумської обласної ради № 445 21.08.1996 | Площа — 0,6 га. Статус скасовано через входження в склад державного ландшафтного заказника «Старогутський». |
| «Дубина»                                       | Шосткинський р-н, Шосткинський лісгосп, Протчанське лісництво, кв. 8                                | Рішення Сумського Облвиконкому № 704 від 31.12.1980 р.                               | Рішення Сумської обласної ради № 445 21.08.1996 року | Площа — 13 га. Унікальні дубові та соснові насадження, віком 60 років на момент створення. Увійшов до складу Воронізького ботанічного заказника |
| «Дубове насадження»                            | Ямпільський район біля смт Свеса                                                                    | Рішення Сумського Облвиконкому № 138 від 19.08.1991 р.                               | Інформація відсутня, але в офіційних переліках об'єкт не міститься | Площа 15 га. Об'єкт на момент створення був унікальними дубами, віком 300 років. |
| Еталон насадження                              | Краснопільський р-н, Краснопільський лісгосп, (Краснопільське лісництво, кв. 16)                    | Рішення Сумського Облвиконкому № 704 від 31.12.1980 р.                               | Інформація відсутня, але в офіційних переліках об'єкт не міститься | Площа — 0,6 га. Об'єкт на момент створення був високобонитетними складними насадженнями, головна порода сосна. |
| Еталон насадження                              | Охтирський район, Литовське лісництво, квартал 1                                                    | Рішення Облвиконкому № 305 від 20.07.1972 р.                                         | Рішення Сумської обласної ради № 334 21.11.1984 року | Площа — 30,5 га. Статус скасовано по причині включення до складу заповідного урочища Литовський бір |
| Еталон насадження 1                            | Краснопільський р-н, Краснопільський лісгосп, (Краснопільське лісництво, кв. 111)                   | Рішення Сумського Облвиконкому № 704 від 31.12.1980 р.                               | Інформація відсутня, але в офіційних переліках об'єкт не міститься | Площа — 1,7 га. Об'єкт на момент створення був високобонитетними сосново-ялиновими насадженнями. |
| Еталон насадження 2                            | Охтирський район, Литовське лісництво, квартал 2                                                    | Рішення Облвиконкому № 305 від 20.07.1972 р.                                         | Рішення Сумської обласної ради № 334 21.11.1984 року | Площа — 12 га. Об'єкт на момент створення був високобонитетними сосново-ялиновими насадженнями. |
| Еталон насадження 3                            | Тростянецький р-н, Нескучанське лісництво, квартал 13                                               | Рішення Облвиконкому № 305 від 20.07.1972 р.                                         | Рішення Сумської обласної ради № 334 21.11.1984 року | Площа — 24 га. Скасування статусу відбулося через виключення в зв'язку з тим, що цей квартал не підходить заповіданню. |
| Еталон насадження 4                            | Краснопільський лісгосп, (Краснопільське лісництво, кв. 64)                                         | Рішення Облвиконкому № 704 від 31.12.1980 р.                                         | Інформація відсутня, але в офіційних переліках об'єкт не міститься | Площа — 27 га. Високобонитетні дубово-кленово-липове насадження. |
| Еталон насадження 5                            | Краснопільський лісгосп, (Краснопільське лісництво, кв. 101)                                        | Рішення Облвиконкому № 704 від 31.12.1980 р.                                         | Інформація відсутня, але в офіційних переліках об'єкт не міститься | Площа — 1,5 га. Високобонитетне дубово-липове насадження. |
| Еталон насадження 6                            | Краснопільський лісгосп, (Краснопільське лісництво, кв. 108)                                        | Рішення Сумського Облвиконкому № 704 від 31.12.1980 р.                               | Інформація відсутня, але в офіційних переліках об'єкт не міститься | Площа — 4,5 га. Об'єкт на момент створення був високобонитетними складними насадженнями, головна порода сосна. |
| Еталон насадження 7                            | Ямпільський район, Свеський лісгосп, (Кремлянське лісництво, кв. 65)                                | Рішення Облвиконкому № 704 від 31.12.1980 р.                                         | Інформація відсутня, але в офіційних переліках об'єкт не міститься | Площа — 11 га. Об'єкт на момент створення був високобонитетними сосновими насадженнями. |
| Еталон насадження 8                            | Ямпільський район, Свеський лісгосп, (Кремлянське лісництво, кв. 44)                                | Рішення Облвиконкому № 704 від 31.12.1980 р.                                         | Інформація відсутня, але в офіційних переліках об'єкт не міститься | Площа — 15 га. Об'єкт на момент створення був високобонитетними ялиновими насадженнями. |
| Еталон насадження 9                            | Ямпільський р-н, Свеський лісгосп, (Кремлянське лісництво, кв. 96)                                  | Рішення Облвиконкому № 704 від 31.12.1980 р.                                         | Інформація відсутня, але в офіційних переліках об'єкт не міститься | Площа — 2,8 га. Об'єкт на момент створення був високобонитетними сосновими насадженнями. |
| Еталон насадження 10                           | Тростянецький лісгосп (Середино-Богутське лісництво, кв. 94).                                       | Рішення Облвиконкому № 704 від 31.12.1980 р.                                         | Інформація відсутня, але в офіційних переліках об'єкт не міститься | Площа — 41 га. Об'єкт на момент створення був високобонитетним сосновим насадженням. |
| Еталон насадження 11                           | Тростянецький лісгосп, Нескучанське лісництво, кв. 13                                               | Рішення Облвиконкому № 704 від 31.12.1980 р.                                         | Інформація відсутня, але в офіційних переліках об'єкт не міститься | Площа — 24 га. Високобонітетне дубово-ясенево-липове насадження. |
| Еталон насадження 12                           | Тростянецький р-н, Тростянецький лісгосп, Тростянецьке лісництво, кв. 4                             | Рішення Облвиконкому № 704 від 31.12.1980 р.                                         | Інформація відсутня, але в офіційних переліках об'єкт не міститься | Площа — 36,3 га. Об'єкт на момент створення був високобонитетним сосновим насадженням. |
| Еталон насадження 13                           | Тростянецький р-н, Тростянецький лісгосп, Краснянське лісництво, кв. 28                             | Рішення Облвиконкому № 704 від 31.12.1980 р.                                         | Інформація відсутня, але в офіційних переліках об'єкт не міститься | Площа — 16,2 га. Об'єкт на момент створення був високобонитетним дубово-ясеневим насадженням. |
| Зоренське                                      | Ямпільський район, біля с. Зорине                                                                   | Рішення Облвиконкому № 138 від 19.08.1991 р.                                         | Інформація відсутня, але в офіційних переліках об'єкт не міститься | Площа — 100 га. Об'єкт на момент створення був озером з прилеглою заболоченою місцевістю. |
| Литовський бір                                 | Охтирський район, Бакирівська сільська рада                                                         | Рішення облвиконкому від 20.06.1972 р. № 305 та обласної Ради від 13.08.1994 р.      | Рішення Сумської обласної ради від 9 квітня 2015 року. | Характеризується типовим лісостеповим ландшафтом, представленим терасовою горбистою рівниною з дерново-підзолистими ґрунтами, з борами та суборами (площа 914,2 га). |
| Лікарщина                                      | Тростянецький район, Краснопільський лісгосп (Краснопільське лісництво, кв. 12).                    | Рішення Сумського Облвиконкому № 456 від 28.07.1970 р.                               | Рішення Сумської обласної ради № 445 21.08.1996 року | Площа — 4,5 га. Унікальні соснові насадження віком 83 роки. У віці 95 років через ураження хворобами та шкідниками сосна припинила свій ріст і висохла. В насадженні відбувається зміна порід. Із акту обстеження від 25.10.95.                                                                |
| Лісопарк і ставок                              | Лебединський лісгосп, Українське лісництво кв. 32                                                   | Рішення Облвиконкому № 456-р 28.07.1970 р. та № 305 від 20.06.1972 р                 | Інформація відсутня, але в офіційних переліках об'єкт не міститься | Площа — 5,9 га. Об'єкт на момент створення був 80—200-річним насадженням зі ставком. Парк закладений наприкінці 19-го століття. Переважно: дубові, липові, кленові насадження. |
| Одрина                                         | Краснопільський район, Краснопільський лісгосп, Краснопільське лісництво кв. 16                     | Рішення Сумського Облвиконкому № 456 від 28.07.1970 року                             | Рішенням Сумської обласної ради № 445 21.08.1996 року пам'ятка була скасована.                                                                                               | Площа — 0,6 га. Об'єкт на момент створення був унікальним насадження віком 82 роки. Скасування статусу відбулось через масове висихання сосни у віці 94 років, її доля у складі насадження зменшилася до 50 відсотків. Рідкісні та лікарські рослини відсутні. Із акту обстеження від 25.10.95 |
| Олинське                                       | Ямпільський район, Свеський лісгосп, Олинське лісництво                                             | Рішення Облвиконкому № 138 від 19.08.1991 р.                                         | Інформація відсутня, але в офіційних переліках об'єкт не міститься | Площа — 100 га. Об'єкт на момент створення був озером з прилеглою заболоченою місцевістю. |
| Парк                                           | Середино-Будський район                                                                             | Рішення Облвиконкому № 138 від 19.08.1991 р.                                         | Інформація відсутня, але в офіційних переліках об'єкт не міститься | Площа — 19,9 га. Об'єкт на момент створення був унікальними багатолітніми насадженнями сосни. |
| Ромашово                                       | Краснопільський р-н, Краснопільський лісгосп, Краснопільське лісництво кв. 101                      | Рішення Облвиконкому № 219 від 15.04.1975 р.                                         | Рішення Сумської обласної ради № 445 21.08.1996 року | Площа — 1,5 га. Об'єкт на момент створення був унікальним березовим насадженням віком 54 роки. У віці 85 років відбувається природний відпад берези. Повнота насадження стала 0,5. Ділянка зростає чагарниками та злаками. Із акту обстеження від 25.10.95                                     |
| Свеська дача                                   | Ямпільський район, Свеський лісгосп                                                                 | Рішення Сумського Облвиконкому № 456 від 28.07.1970 р.                               | Рішення Сумської обласної ради від 22.04.2003 року «Про зміни в мережі об'єктів природно-заповідного фонду області»                                                          | Площа — 12 га. Насадження внаслідок всихання та зараження стовбурними і іншими хворобами головних порід втратило своє наукове та природоохоронне значення. |
| Сосняк                                         | Сумський район, Сумський лісгосп                                                                    | Рішення Сумського Облвиконкому № 704 від 31.12.1980 р.                               | Рішення Сумської обласної ради від 25.09.2003 року «Про зміни в мережі об'єктів природно-заповідного фонду області»                                                          | Площа — 243 га. Насадження внаслідок сукцесійних процесів через надмірне рекреаційне навантаження втратило своє наукове та природоохоронне значення. |
| Спадщанський ліс                               | Путивльський район                                                                                  | Рішення Сумського облвиконкому № 305 20.07.1972 р.                                   | Інформація відсутня. На території знаходиться Музей партизанської слави «Спадщанський ліс»                                                                                   | Площа — 1500 га. Об'єкт на момент створення був різноманітними деревами. входить до складу Сеймського регіонального ландшафтного парку |
| Старогутська дача                              | Середино-Будський район, Середино-Будський лісгосп, Старогутське лісництво кв. 94                   | Рішення Облвиконкому № 456 від 28.07.1970 р.                                         | Рішення Сумської обласної ради № 227 10.12.1990 року | Площа — 41 га. Унікальні соснові насадження віком 83 роки. Скасовано по причині входження в склад державного ландшафтного заказника «Старогутський» |